# Zakhar Bardakov
Zakhar Romanovitch Bardakov - en russe : Заха́р Рома́нович Бардакóв - (né le 24 février 2001 à Seversk dans l'oblast de Tomsk) est un joueur professionnel russe de hockey sur glace qui évolue au poste d'attaquant.

## Biographie

### Carrière en club
Formé au Kristall Berdsk, il rejoint les équipes de jeunes du HK Vitiaz. Après deux saisons en junior dans la MHL avec les Rousskie Vitiazi, il joue son premier match dans la KHL avec le Vitiaz chez les Ak Bars Kazan le 4 septembre 2020. Le 26 novembre 2020, il sert sa première assistance dans la KHL face au HK Dinamo Minsk. Deux jours plus tard, il marque son premier but contre le Jokerit. Lors du repêchage d'entrée dans la LNH 2021, il est choisi au septième tour, en deux-cent-troisième position au total par les Devils du New Jersey. Le 1er mars 2024, il est échangé à l'Avalanche du Colorado avec un choix de 7e tour tour au repêchage d'entrée dans la LNH 2024 contre Kurtis MacDermid.

### Carrière internationale
Il représente la Russie au niveau international. Il prend part aux sélections jeunes.
Le 5 novembre 2020, il joue son premier match en sélection senior face à la Finlande lors de la Coupe Karjala. Il marque son premier but en sélection le 14 février 2021 face à la Tchéquie.

## Statistiques

### En club
| Saison    | Équipe                | Ligue |    | Saison régulière | Saison régulière | Saison régulière | Saison régulière | Saison régulière |   | Séries éliminatoires | Séries éliminatoires | Séries éliminatoires | Séries éliminatoires | Séries éliminatoires |
| Saison    | Équipe                | Ligue | PJ | B                | A                | Pts              | Pun              | PJ               | B | A                    | Pts                  | Pun                  |                      |                      |
| 2018-2019 | Rousskie Vitiazi      | MHL   | 49 | 16               | 19               | 35               | 122              | -                | - | -                    | -                    | -                    |                      |                      |
| 2019-2020 | Rousskie Vitiazi      | MHL   | 51 | 15               | 17               | 32               | 149              | -                | - | -                    | -                    | -                    |                      |                      |
| 2020-2021 | HK Vitiaz             | KHL   | 44 | 8                | 3                | 11               | 32               | -                | - | -                    | -                    | -                    |                      |                      |
| 2020-2021 | Rousskie Vitiazi      | MHL   | 4  | 1                | 2                | 3                | 0                | -                | - | -                    | -                    | -                    |                      |                      |
| 2021-2022 | SKA Saint-Pétersbourg | KHL   | 19 | 1                | 2                | 3                | 16               | 16               | 0 | 2                    | 2                    | 12                   |                      |                      |
| 2021-2022 | SKA-Neva              | VHL   | 2  | 1                | 1                | 2                | 2                | -                | - | -                    | -                    | -                    |                      |                      |
| 2022-2023 | SKA Saint-Pétersbourg | KHL   | 42 | 6                | 12               | 18               | 45               | 9                | 1 | 2                    | 3                    | 6                    |                      |                      |
| 2023-2024 | SKA Saint-Pétersbourg | KHL   | 51 | 6                | 6                | 12               | 78               | 10               | 1 | 3                    | 4                    | 24                   |                      |                      |
| 2024-2025 | SKA Saint-Pétersbourg | KHL   | 53 | 17               | 18               | 35               | 30               | 6                | 1 | 1                    | 2                    | 5                    |                      |                      |

### En équipe nationale
| Année | Compétition                 |   | PJ | B | A | Pts | Pun | +/-             |  | Résultat |
| 2021  | Championnat du monde junior | 7 | 1  | 1 | 2 | 4   | 0   | Quatrième place |  |          |